# Lucjan Partyński
Lucjan Partyński (ur. 2 lutego 1912 w Będzinie, zm. 1996) – członek pierwszego składu Grupy Inicjatywnej PPR, wycofany po katastrofie lotniczej na lotnisku pod Smoleńskiem 26 września 1941 roku.
Był członkiem KZMP i KPP. Przed wojną odbywał karę dożywotniego więzienia za morderstwo, popełnione wspólnie z Janem Foremniakiem na rzekomym agencie policji w KPP. Przez pewien czas odbywał karę w jednej celi z przyszłym przywódcą PPR Marcelim Nowotko.
W okresie 1939–1940 pracował w parowozowni białostockiej, kończąc w tym czasie technikum kolejowe i obejmując funkcję sekretarza Związku Zawodowego Kolejarzy. W latach 1940–1941, po włączeniu Polesia i Podlasie do ZSRR redaktor „Sztandaru Wolności”, pierwszego komunistycznego pisma o zasięgu ogólnorepublikańskim, wydawanego na sowieckiej Białorusi w języku polskim.
W 1941 roku został skierowany w głąb ZSRR na przeszkolenie wojskowe, po którym w 1943 roku został zrzucony ze specjalnym zadaniem o charakterze wojskowym do partyzantki radzieckiej w okolicach Baranowicz. Później w Brygadzie Armii Ludowej im. Grzybowskiego, działającej na Lubelszczyźnie.
Według ankiet powojennych był członkiem radzieckiej partii komunistycznej do 1947 roku. Członek PPR i PZPR. Odznaczony Orderem Krzyża Grunwaldu III klasy i (12 listopada 1946) Srebrnym Krzyżem Zasługi (miał wówczas stopień majora).
Od grudnia 1944 zatrudniony w Głównym Zarządzie Informacji Wojska Polskiego; od maja 1946 – na stanowiskach kierowniczych, do szczebla zastępcy szefa Zarządu Informacji Wojsk Lotniczych. Od końca czerwca 1956 w rezerwie kadrowej, na kierowniczych stanowiskach ponownie w okresie 1957–1961, w tym w Zarządzie II Sztabu Generalnego Wojska Polskiego.
W 1986 roku wyróżniony przez Sekretariat Komitetu Centralnego PZPR Medalem im. Ludwika Waryńskiego.